# モンタナ州副知事
モンタナ州副知事（英語: Lieutenant Governor of Montana）は、アメリカ合衆国のモンタナ州の副知事である。

## 一覧
- 1.ジョン・E・リカーズ、共和党、1889年 - 1893年
- 2.アレクサンダー・キャンベル・ボトキン、共和党、1893年 - 1897年
- 3.アーチボルド・E・スプリッグス、1897年 - 1901年
- 4.フランク・G・ヒギンズ、1901年 - 1905年
- 5.エドウィン・L・ノリス、民主党、1905年 - 1908年
- - ベンジャミン・F・ホワイト、共和党、1908年 - 1909年（代理）
- 6.ウィリアム・R・アレン、1909年 - 1913年
- 7.ウィリアム・ウォレス・マクダウェル、1913年 - 1921年
- 8.ネルソン・ストーリー・ジュニア、1921年 - 1925年
- 9.ウィリアム・サミュエル・マコーマック、1925年 - 1929年
- 10.フランク・A・ヘイゼルベッカー、1929年 - 1933年
- 11.フランク・ヘンリー・クーニー、民主党、1933年
- 12.トム・ケイン、1933年（代理）
- 13.アーネスト・T・イートン、1934年（代理）
- 14.エルマー・ホルト、1935年（代理）
- 15.ウィリアム・P・ピルジェラム、1935年 - 1937年（代理）
- 16.ヒュー・R・アデア、1937年 - 1941年
- 17.アーネスト・T・イートン、1941年 - 1949年
- 18.ポール・キャノン、民主党、1949年 - 1953年
- 19.ジョージ・M・ゴスマン、共和党、1953年 - 1957年
- 20.ポール・キャノン、民主党、1957年 - 1961年
- 21.ティム・M・バブコック、共和党、1961年 - 1962年
- 22.デイヴィッド・F・ジェームズ、1962年 - 1965年（代理）
- 23.テッド・ジェームズ、共和党、1965年 - 1969年
- 24.トーマス・リー・ジャッジ、民主党、1969年 - 1973年
- 25.ビル・クリスティアンセン、民主党、1973年 - 1977年
- 26.テッド・シュウィンデン、民主党、1977年 - 1981年
- 27.ジョージ・ターマン、民主党、1981年 - 1988年
- 28.ウィリス・ゴードン・マクオンバー、民主党、1988年 - 1989年
- 29.アレン・コルスタッド、共和党、1989年 - 1991年
- 30.デニー・レーバーグ、共和党、1991年 - 1997年
- 31.ジュディ・マーツ、共和党、1997年 - 2001年
- 32.カール・オーズ、共和党、2001年 - 2005年
- 33.ジョン・ボーリンガー、共和党、2005年 - 2013年
- 34.ジョン・ウォルシュ、民主党、2013年 - 2014年
- 35.アンジェラ・マクリーン、民主党、2014年 -